# Дублікат
Дубліка́т — (від лат. duplicatus — подвоєний) — другий примірник документа, що має таку саму юридичну силу, як і оригінал. Повторно оформлений документ для використовування, замість втраченого чи пошкодженого оригіналу, що має таку саму юридичну силу.
На дублікат ставиться напис: «Дублікат».
Дублікати видаються, зокрема, замість втрачених свідоцтв про акти громадянського стану, трудової книжки, виконавчого листа, судового рішення, свідоцтва або диплома про освіту тощо.